# Marcus Coleman
(en) Statistiques sur pro-football-reference
Marcus Coleman, né le 24 mai 1974 à Dallas au Texas, est un joueur de football américain évoluant au poste de cornerback en National Football League. Il a joué pour les Jets de New York, les Texans de Houston, les Cowboys de Dallas, les Jaguars de Jacksonville et les Saints de La Nouvelle-Orléans. Sélectionné comme safety en 133e position par les Jets lors de la draft 1996 de la NFL, Bill Parcells le change de poste pour cornerback dès l'année suivante. En 1999, il réalise 6 interceptions et 64 plaquages pour les Jets. Sélectionné par les Texans dans la draft d'expansion 2002 de la NFL, il devient cornerback titulaire du côté droit de la défense. En 2003, il intercepte sept passes, le record de la jeune franchise.